# 안토니우 호드리구 노게이라
안토니우 호드리구 노게이라(Antonio Rodrigo Nogueira)는 브라질의 종합격투기 선수다.
2015년, 격투계에서 은퇴를 선언하였다.

## 프라이드 파이팅 챔피언십이전의 경력들
23세 WEF로 종합격투기에 데뷔한 노게이라는, WEF에서 3차례, Rings에서 10차례 경기를 가진다. 당시 그의 전적은 11승 1무 1패이다. 그는 제레미 혼, 발렌타인 오브레임, 볼크 한 등과의 경기를 승리로 가져갔으며, 댄 헨더슨과의 첫 만남에서 패배한다.

## 프라이드 파이팅 챔피언십경력들
2001년 PRIDE 15 - Raging Rumble에서 노게이라는 프라이드 파이팅 챔피언십(이하 프라이드FC) 데뷔 무대를 가진다. 그는 20전 이상의 경력을 가진 게리 굿리지와의 경기에서 경기 초반 트라이앵글 초크를 성공시키며 손쉽게 데뷔 무대를 승리로 장식하였다.
2개월 뒤 프라이드FC 초대 그랑프리 챔피언인 마크 콜먼 역시 트라이앵글 초크로 잠재운 그는, 그 해 늦가을 히스 헤링과 초대 헤비급 타이틀 매치를 벌이게 된다. 이 경기에서 만장일치 판정승을 거둔 노게이라는 초대 프라이드FC 헤비급 챔피언에 오르게 된다.
이후 밥 샙, 세미 슐트, 댄 헨더슨 등 유명 선수들을 제압하며 승승장구하던 그는 2003년 3월 16일 PRIDE 25 - Body Blow에서 첫 타이틀 방어전을 치르게 된다. 하지만 첫 방어전인 이날 경기에서 도전자인 표도르 에멜리아넨코에게 판정 패배를 당하며 타이틀을 잃게 된다.
그는 다음 경기에서 UFC 챔피언 출신 리코 로드리게즈에게 승리를 거두지만 이후 판정 논란이 일어난다. 2003년 11월 9일 K-1 스타 파이터 출신의 미르코 크로캅에게 역전 암바 승을 거두며 명예와 헤비급 잠정 타이틀을 획득한 그는 2004년, 프라이드FC 헤비급 그랑프리에서 연승하며 4강전에 안착한다.
2004년 8월 15일, 4강전에서 러시아의 세르게이 하리토노프를 누른 그는 결승전에서 또 한번 표도르 에멜리아넨코를 만나게 되지만 경기도중 표도르의 이마에 컷이 생겨 연말로 경기가 미뤄지고 만다. 연말 남제 2004에서 그는 표도르와 헤비급 타이틀, 헤비급 그랑프리 타이틀을 동시에 걸고 경기를 가지지만 결국 판정패한다.
2006년 프라이드FC 무제한급 그랑프리에서도 4강에 안착하지만 미국의 조쉬 바넷에게 2:1 판정패를 당하며 결국 우승의 기회를 놓친다.

## 얼티밋 파이팅 챔피언십경력들
2006년 연말 조쉬 바넷과의 두 번째 경기에서 리벤지에 성공한 그는 2007년 초 UFC Fight Night 9에 모습을 드러낸다. 그는 이 날 자신의 UFC 진출을 공식 발표하였다.
같은 해 7월, 그는 이미 두 차례 이긴 바 있는 히스 헤링과의 3차전에서 승리하며 데뷔 무대를 승리로 장식한다.
그는 2008년 2월 UFC 81 - Breaking Point 메인 이벤터로 나서 팀 실비아에게 역전 길로틴 초크를 성공시키며 잠정 헤비급 타이틀을 얻게 된다.
그러나 UFC 92 - The Ultimate 2008 대회에서 챔피언 경력이 있는 프랭크 미어에게 생애 첫 KO패배를 당하며 잠정 타이틀을 상실한다.
이후 예전부터 지적되어 왔던 백내장으로 인한 시력 문제와, 펀치드렁크가 있다는 루머 등으로 이제 전성기 기량을 회복하기 힘들다는 평가를 듣게 된다.
그는 불리한 여론 속에서도 2009년 UFC 102 - Couture vs. Nogueira에서 UFC의 전설 랜디 커투어와의 경기에서 명승부를 펼치며 승리하며 재기에 성공하였다.
하지만 2010년 2월 21일 호주 시드니 에이서 아레나에서 개최된 UFC 110 Nogueira vs. Velasquez에서 케인 벨라스케스에게 1라운드 KO패배를 당하며 또 한번 챔피언 도전이 무산된다.
그러나 노게이라는 2011년 8월 28일 브라질 리우데자네이루 HSBC 아레나에서 개최된 UFC 134 Silva vs. Okami에서 TUF 시즌 10 준우승자인 브랜든 샤웁을 1라운드 KO승을 거두면서 재기를 노리려 했다.
2011년 12월 10일 캐나다 토론토 에어 캐나다 센터에서 개최된 UFC 140 Jones vs. Machida에서 프랭크 미어와 다시 만났다. 1라운드 중반 노게이라가 펀치로 미어를 제압한 듯 했다. 그러나 노게이라는 서브미션에 너무 집착하면서 프랭크 미어에게 기무라 록을 내주었고 항복하지 않고 버티다가 팔이 부러지면서 생애 첫 서브미션 패배를 당하며 오랫동안 수술과 재활을 거쳐야 했다.
그리고 10개월 후 오랜 재활 끝에 브라질 리우데자네이루 HSBC 아레나에서 개최된 UFC 153 Silva vs. Bonar에서 데이브 허먼과 만났다. 느려진 스피드와 불어진 몸때문에 1라운드에서는 고전했지만 2라운드 종료 50초전에 노게이라의 특유의 암바로 서브미션 승을 거두면서 노장은 건재하다는 것을 보여주었다. 덤으로 노게이라는 서브미션 오브 나이트 보너스까지 얻게된다.
2013년 6월 8일 TUF 브라질 시즌2의 피날레 대회이자 브라질 포르탈레자 파울로 사라사테 아레나에서 개최된 UFC ON FUEL 10에서 상대팀 코치인 2006년 프라이드 시절 판정승을 거두었던 파브리시우 베르둥과 다시 만났으나 2라운드 2분41초 만에 왼팔에 암바에 걸리면서 서브미션 패배를 당하게 된다.
이후 은퇴를 선언한다.

## 팀 노게이라
노게이라는 자신의 이름을 딴 팀 노게이라(Team Nogueira)의 대표 선수다. 노게이라의 쌍둥이 동생 안토니우 호제리우 노게이라 역시 한 팀에서 훈련하는 종합격투기 파이터로 최근 UFC로 이적해왔다. 현 UFC 미들급 챔피언인 안데르송 시우바는 팀 노게이라에서 훈련하고 있다. 그는 노게이라와 좋은 관계를 유지하고 있다. UFC 103에서 미르코 크로캅을 상대로 좋은 기량을 보여준 주니오르 두스 산투스 역시 팀 노게이라의 촉망받는 기대주이다. 그 외 일본의 DREAM에서 좋은 활약을 보여주고 있는 안드레 갈벙 등 여러 좋은 선수들이 팀 노게이라와 관계를 가지고 있다.